# Condado de Sierra (California)
El condado de Sierra (en inglés: Sierra County), fundado en 1852, es uno de 58 condados del estado estadounidense de California. En el año 2008, el condado tenía una población de 3263 habitantes y una densidad poblacional de 1.2 personas por km². La sede del condado es Downieville.

## Geografía
Según la Oficina del Censo, el condado tiene un área total de 2491.6 km², de la cual 2468.3 km² es tierra y 23.3 km² (0.89%) es agua.

### Condados adyacentes
- Condado de Plumas (norte)
- Condado de Lassen (noreste)
- Condado de Washoe, Nevada (este)
- Condado de Nevada (sur)
- Condado de Yuba (oeste)

### Localidades

#### Ciudades
Loyalton 

#### Lugares designados por el censo
Alleghany |
Calpine |
Downieville |
Pike |
Sattley |
Sierra Brooks |
Sierra City |
Sierraville |
Verdi 

#### Áreas no incorporadas
Bassetts |
Brandy City |
Cal-Ida |
Campbell Hot Springs |
Carvin Creek Homesites |
Forest |
Gibsonville |
Goodyears Bar |
Grass Flat |
Haskell Creek Homesites |
Loganville |
Plumbago 

## Demografía
En el censo de 2000, había 3555 personas, 1520 hogares y 986 familias residiendo en el condado. La densidad poblacional era de 1 personas por km². En el 2000 había 2202 unidades habitacionales en una densidad de 1 por km². La demografía del condado era de 94.18% blancos, 0.20% afroamericanos, 1.88% amerindios, 0.17% asiáticos, 0.08% isleños del Pacífico, 1.04% de otras razas y 2.45% de dos o más razas. 5.99% de la población era de origen hispano o latino de cualquier raza.
Según la Oficina del Censo en 2000 los ingresos medios por hogar en la localidad eran de $35 827, y los ingresos medios por familia eran $42 756. Los hombres tenían unos ingresos medios de $36 121 frente a los $30 000 para las mujeres. La renta per cápita para la localidad era de $18 815. Alrededor del 11.3% de la población estaban por debajo del umbral de pobreza.

## Transporte

### Principales autopistas
- U.S. Route 395 – pasa solamente por Peavine entre Hallelujah Junction y Cold Springs, Nevada
- Interestatal 80 – sirve como conexión con el condado de Nevada, California y el Estado de Nevada
- Ruta Estatal 49 (Golden Chain Highway)
- Ruta Estatal 89